# Music Controller
Music Controller è il quarto singolo del duo di musica elettronica giapponese Capsule, pubblicato il 21 agosto 2002, sotto l'etichetta Yamaha Music Communications.

## Tracce
1. Music Controller - 4:32
2. Gyakuten Sekai (逆転世界?) - 4:49
3. Brownie (ブラウニー?) - 3:19
4. Music Controller (Remix) - 4:21